# Dennis R. Paulson
Dennis R. Paulson född 1937, är en amerikansk zoolog och auktor.
Paulson avlade 1966 PhD-examen i zoologi från University of Miami. Efter att som universitetsprofessor ha undervisat om zoologi under många år var han mellan 1990 och 2004 chef för Slater Museum of Natural History vid University of Puget Sound. Han är medförfattare till mer än 75 vetenskapliga artiklar och flera böcker om insekter och fåglar.